# Королевство геев и лесбиянок
Короле́вство геев и лесбиянок (англ. Gay and Lesbian Kingdom of the Coral Sea Islands) — виртуальное государство на островах Кораллового моря у берегов Австралии.
После принятия австралийским парламентом решения о запрете однополых браков группа австралийских гей-активистов 14 июня 2004 года объявила о намерении создать на территории необитаемых островов «однополое» государство, отделившись от Австралии, и даже избрала «императора», взявшего себе имя Дэйл I. Официальные власти не восприняли их демарш всерьёз, даже после того, как «император» объявился на самом крупном из островов и водрузил над ним радужный флаг.

## Основные события в истории королевства
- 14 июня 2004 — объявление о независимости.
- 13 сентября 2004 — объявление войны Австралии.
- 12 июля 2006 — выпуск первых марок королевства.
- 12 сентября — 7 ноября 2017 — почтовый опрос о легализации брака между лицами одного пола в Австралии. Более 60 % респондентов высказались в поддержку легализации